# Freiheitsindex
Freiheitsindex (Plural Indizes; englisch freedom index) bezeichnet eine Messgröße oder Kennzahl, welche die Gesamtheit oder einen Teilbereich der individuellen oder kollektiven politisch-zivilen oder wirtschaftlichen Freiheiten eines Landes beschreiben soll und die auf der Grundlage von Datenerhebungen meist quantitativer Art gebildet wird. Die Indizes werden in eine Rangordnung gebracht, um die Länder allgemein, etwa nach ihrer wirtschaftlichen oder politischen Freiheit, oder spezifischer, etwa nach dem Grad ihrer Marktöffnung oder des Abbaus ordnungspolitischer Normen, sortieren zu können.

## Überblick
Freiheitsindizes schließen im weiteren Sinne Faktoren ein, die als Ausdruck, aber auch als Grundlage bzw. Voraussetzung oder Risiko für diese Freiheiten gelten können. Die Frage, ob dieses Vorgehen sinnvoll ist, welche Indikatoren auf der Grundlage welcher Einzelmesswerte und welcher Bereiche definiert und wie diese verrechnet werden sollten, ist dabei naturgemäß umstritten und orientiert sich mithin an der politischen Ausrichtung der ermittelnden bzw. veröffentlichenden Organisationen.

## Grundannahmen eines Ratings von Staaten
Allen Indizes liegen mehr oder weniger implizite oder explizite Annahmen über Ursache-Wirkungs-Zusammenhänge bzw. anzustrebende Zustände oder Werte zugrunde. Während manche Indizes die individuelle Freiheit im Sinne des Schutzes vor staatlichen Eingriffen und Übergriffen zu messen versuchen, fokussieren andere die wirtschaftlichen Chancen privater Akteure und Investoren. Wieder andere Indizes stellen die Freiheit der Märkte und ein anzustrebendes niedriges staatliches Regulationsniveau als Treiber des wirtschaftlichen Wachstums in den Vordergrund oder aber – im Gegensatz dazu – starke staatliche Institutionen und eine Regierungspolitik, die für Rechtssicherheit, erfolgreiches Konfliktmanagement, persönliche Sicherheit und sozialen Ausgleich sorgen. Letztere Aspekte werden allerdings seltener in Freiheits-, sondern häufiger in Menschenrechtsindizes oder auch in Governance-Indizes abgebildet, wie sie z. B. von der Weltbank verwendet werden.

## Aussagekraft der ökonomischen Freiheitsindizes
Lawson und Hall fanden im Rahmen einer umfangreichen Sekundäranalyse, dass mehr als zwei Drittel von 198 empirischen Studien, die den von Milton Friedman angeregten EWF-Index (Economic Freedom of the World) nutzten, eine positive Korrelation von wirtschaftlicher Freiheit mit Wirtschaftswachstum und Wohlstand zeigten. Lawson gehörte selbst zum Entwicklerteam des Index.
Die einzelnen für die Indizes wirtschaftlicher Freiheit gewählten Einzelindikatoren sind jedoch hinsichtlich ihrer Aussagekraft ebenso strittig wie die Interpretation der Indizes insgesamt etwa durch den Internationalen Währungsfonds, der die Herauf- oder Herabstufung von Ländern in den Indizes als Erfolgsmaßstab der von ihm angestrebten Durchsetzung marktorientierter Reformen heranzieht. Auch sind die von den Herausgebern der Indizes postulierten Zusammenhänge zwischen wirtschaftlicher Freiheit einerseits und demokratischen Reformen, persönlicher Freiheit oder Lebensqualität andererseits nicht zwingend, vor allem nicht im Bereich sehr hoher ökonomischer Freiheitswerte, also bei weitgehender Abwesenheit von Regulierung.
So fanden Ali und Crain 2002 keine robuste Beziehung zwischen ökonomischer und politischer Freiheit sowie der Wirtschaftsentwicklung eines Landes. Sie stellen vielmehr die Bedeutung eines starken politischen und regulatorischen Rahmens heraus, durch den auch wirtschaftspolitische Prioritäten gesetzt werden. Erich Weede verweist darauf, dass wirtschaftliche Freiheiten durch fehlende soziale Institutionen ihre Wirksamkeit verlieren können. Umgekehrt können Institutionen wie das indische Kastensystem, das die soziale Ungleichheit zementiert, die positiven Wirkungen einer ansonsten großen wirtschaftlichen Freiheit wie in Indien verhindern. Die ausgewählten Indikatoren wirtschaftlicher Freiheiten sind außerdem eher von Bedürfnissen internationaler Investoren bestimmt (z. B. Grad der Beseitigung von Importhemmnissen und Kapitalverkehrsbeschränkungen) als etwa durch die der lokalen Kleinunternehmen.
Das gilt auch für den gemeinsamen Freiheitsindex der Heritage Foundation, einer konservativen Denkfabrik, die sich aktiv für Deregulierung, Senkung der Staatsausgaben und Sozialabbau einsetzt, und des Wall Street Journal. Dort liegt Kolumbien (Platz 28) vor Österreich (30) und Chile (7) weit vor Deutschland (16). Die Heritage Foundation schätzt viele Länder, die in der Freedom House-Studie als frei gelten, als teilweise unfrei ein, da ihr der Grad der Liberalisierung und Deregulierung nicht hinreichend erscheint. Doch sagt das wenig über den wirtschaftlichen Erfolg aus. So sind selbst kleine und mittlere Unternehmen in europäischen Ländern mit vergleichsweise hohen regulatorischen Restriktionen international aktiver als ähnliche Unternehmen in Ländern mit geringen Restriktionen, und sie tätigen häufiger Direktinvestitionen im Ausland. Länder mit geringen Restriktionen ziehen demnach also eher Investitionen auf sich und werden abhängig von internationalen Investoren, während viele Länder mit höheren Restriktionen Kapital exportieren.
Positive Werte auf Freiheitsindizes (so auf dem Freedom House-Index) korrelieren demzufolge oft mit hohen Zuflüssen an ausländischen Direktinvestitionen. Diese können aber nur zu Wachstum führen, wenn das Humankapital ebenfalls wächst und die soziale Ungleichheit nicht zu groß ist. Außerdem schwächt sich in jüngster Zeit (2015) im Zuge der Wachstumskrise der Schwellenländer der Zusammenhang von liberalem Wirtschaftsregime und hohen Direktinvestitionen deutlich ab. Im Index der Heritage Foundation bildete sich dieser Sachverhalt schon früher kaum ab.
Bereits in den 1980er Jahren postulierte der indische Nobelpreisträger Amartya Sen einen engen Zusammenhang zwischen Demokratie-Rankings und Freiheit von Hunger. In dieser Form bestätigt sich der Zusammenhang allerdings nur in Afrika, wo klimatische Faktoren zusätzlich eine große Rolle für die Entstehung von Hungersnöten spielen.
Eine Untersuchung von Niclas Berggren ergab, dass steigende Werte auf einem Freiheitsindex zwar mit wirtschaftlichem Wachstum korrelieren, absolut hohe Werte aber mit extrem ungleicher Einkommensverteilung verbunden sind. In vielen Ländern mit hohen Freiheitswerten auf dem Index der Heritage Foundation, wie Kolumbien oder Südafrika, ist der Gini-Koeffizient als Maß der ungleichen Einkommensverteilung extrem hoch.
Der Ease of Doing Business Index der Weltbank misst zwar Restriktionen durch Regulation, Belastungen durch Steuern und Behinderungen durch Bürokratie, ignoriert aber die oft endemische Korruption, die bspw. bei Genehmigungsverfahren zur Beschleunigung der im Index angenommenen Prozesszeiten eine Rolle spielt. In diesem Business-Index steht etwa Makedonien weltweit auf Platz 30 von 185 Nationen vor Frankreich auf Platz 31. Für eine Charakterisierung der Lage von einheimischen Kleinunternehmen ist er wenig relevant, allenfalls für ausländische Investoren.
Allerdings haben auch manche Länder mit geringen Werten auf einem speziellen Freedom-from-Corruption-Index, also mit ausgeprägter Korruption hohe Gründungs- und Aktivitätenraten im Bereich kleiner und mittlerer Unternehmen. Dazu gehören z. B. Thailand, Kolumbien oder Mexiko. Dieses sind meist durch Arbeitsplatzmangel diktierte Notgründungen.

## Andere Freiheitsindizes
Als Freedom Index wird auch eine Scorecard der rechtsradikalen John Birch Society (JBS) bezeichnet, der das Engagement der Mitglieder des US-Kongresses für – aus Sicht der rechtskonservativ-fundamentalistischen Gesellschaft – „freiheitliche“ bzw. verfassungskonformen Ziele bewertet. In diesem und ähnlichen Indizes wird etwa der Einsatz von Abgeordneten gegen die freie Verbreitung von Schusswaffen oder für den Klimaschutz als freiheits- oder gar verfassungsfeindliche Aktion gewertet.

## Liste von Freiheitsindizes
Die folgende Liste enthält regelmäßig erscheinende Indizes auf Basis unterschiedlicher Indikatoren, die mit politischer und wirtschaftlicher Freiheit in Verbindung stehen, sowie die veröffentlichenden Institute oder Organisationen. Hier wurde ein Einschränkung auf einen wesentlichen Kernbereich vorgenommen. Weitere Indizes finden sich unter Länder-Ranking:
| Organisation                                                        | Index                                              | deutsche Bezeichnung               | Kürzel |
| ------------------------------------------------------------------- | -------------------------------------------------- | ---------------------------------- | ------ |
| Avenir Suisse                                                       | Avenir Suisse Freiheitsindex                       |                                    |        |
| Cato Institute, Fraser Institute, Economic Freedom Network          | Economic Freedom of the World                      |                                    |        |
| Cato Institute, Fraser Institute, Liberales Institut                | Human Freedom Index                                |                                    |        |
| Economist Intelligence Unit                                         | Democracy Index                                    | Demokratieindex                    |        |
| Economist Intelligence Unit, Institute for Economics and Peace      | Global Peace Index                                 | Weltfriedensindex                  |        |
| Foreign Policy Magazine, Fund for Peace                             | Fragile States Index (ehem. Failed States Index)   |                                    |        |
| Freedom House                                                       | Freedom in the World                               |                                    |        |
| Freedom House                                                       | Internet Freedom Index                             |                                    |        |
| Freedom House                                                       | Press Freedom Survey                               |                                    |        |
| Friedrich-Naumann-Stiftung für die Freiheit (FNF)                   | Internationaler Freiheitsindex                     |                                    |        |
| Fundación para el avance de la libertad                             | World Index of Moral Freedom                       |                                    |        |
| Heritage Foundation, Wall Street Journal                            | Index of Economic Freedom                          | Index für wirtschaftliche Freiheit |        |
| Institute for Economics and Peace, Vision of Humanity               | Global Terrorism Index                             |                                    |        |
| John Stuart Mill Institut                                           | Freiheitsindex Deutschland                         |                                    |        |
| Open Doors                                                          | Weltverfolgungsindex (nur Verfolgung von Christen) |                                    |        |
| Open Knowledge Foundation                                           | Open Data Index                                    |                                    |        |
| Reporter ohne Grenzen                                               | Press Freedom Index                                | Rangliste der Pressefreiheit       |        |
| START, U.S. Department of Homeland Security, University of Maryland | Global Terrorism Database                          |                                    |        |
| University of Connecticut                                           | CIRI Human Rights Data Project                     |                                    |        |
| Walk Free Foundation                                                | Global Slavery Index                               |                                    |        |
| World Justice Project                                               | Rule of Law Index                                  |                                    |        |
| Organisation                                                        | Index                                              | deutsche Bezeichnung               | Kürzel |

## Karten

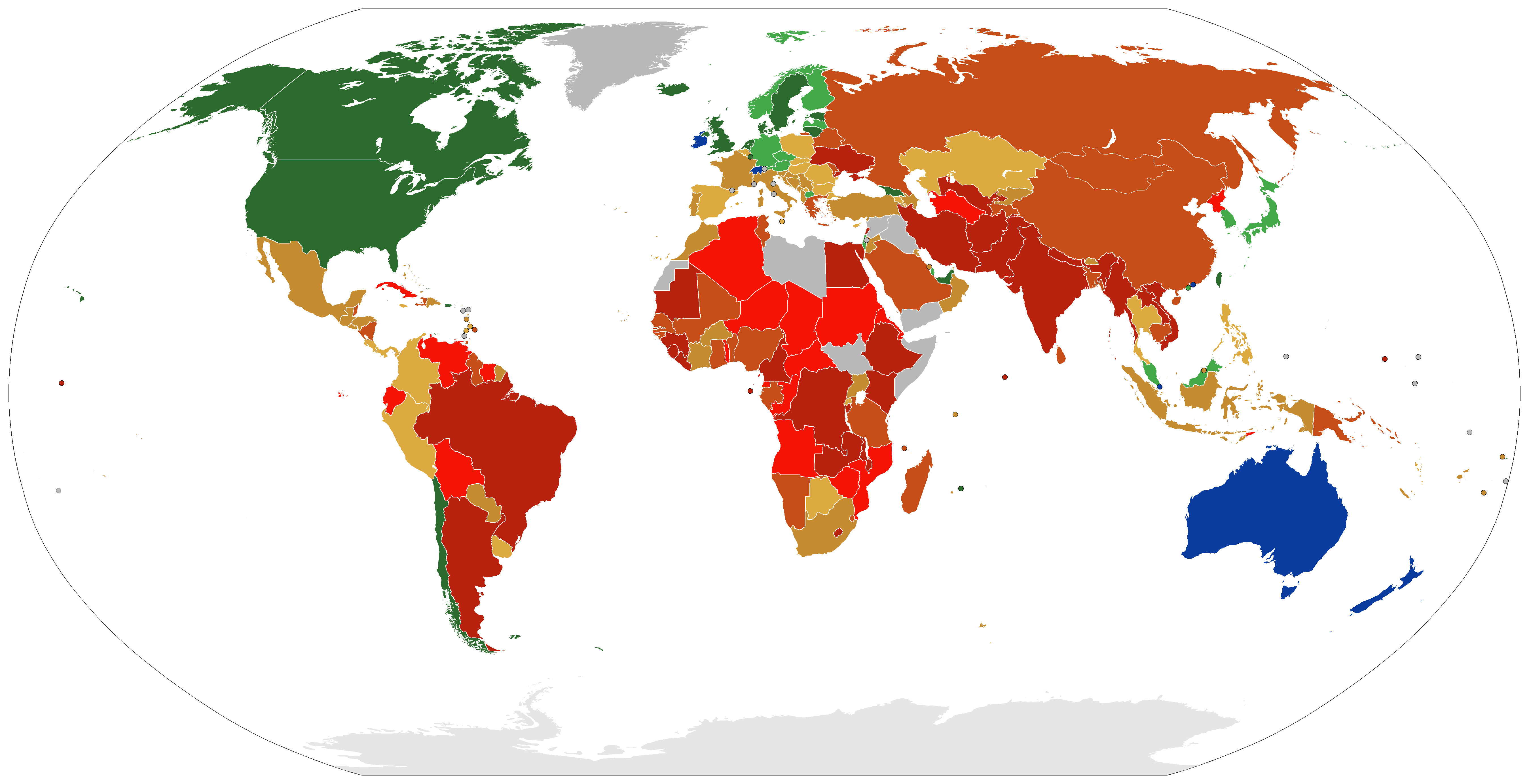
2018: Index für wirtschaftliche Freiheit von der US-Denkfabrik Heritage Foundation und dem Wall Street Journal

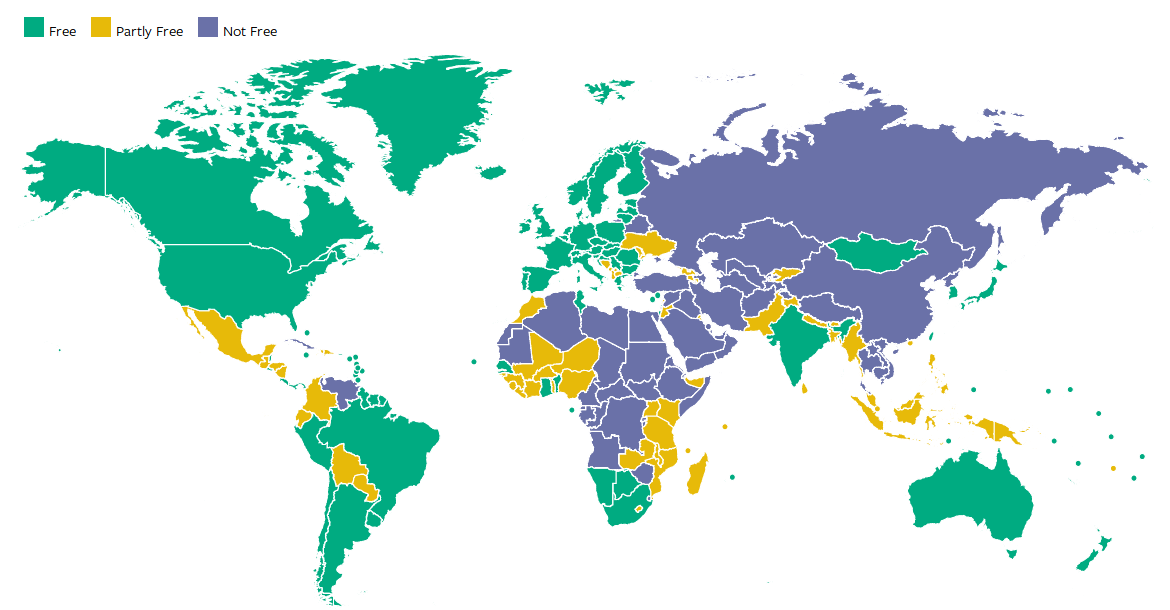
2018: Politische und zivile Freiheit auf der Welt, nach der jährlichen Studie der Nichtregierungsorganisation Freedom House
frei · teilweise frei · unfrei

2023: World Happiness Report der Vereinten Nationen (UN)